# Ежевичный (Ульяновская область)
Ежевичный — посёлок в Мелекесского района Ульяновской области. Входит в состав Тиинского сельского поселения.

## История
Посёлок возник в 1930-х годах в 6 верстах к востоку от Ертуганово, который относился к Малокандалинскому сельскому Совету.
Официально поселение называлось — посёлок Откормсовхоза, но в народе бытовало другое название — Дубовый Клин, или просто Клин, а также — Клиниковка. [Карта 1950 г.] Население в посёлке было сборное: русские, татары, чуваши. Основное занятие — доращивание молодняка крупнорогатого скота и свиней.
В 1959 году в посёлке 156 жителей. В посёлке был магазин, медпункт, неполная начальная школа. С восточной стороны посёлка пруд, местность изрезана оврагами. Здесь богатые угодья клубники и ежевики.
В 1986 году, с переходом в подчинение к Тиинскому сельскому Совету, Указом ПВС РСФСР посёлок Откормсовхоза переименован в Ежевичный.
В 1989 году ликвидирован.

## Население
| 2010 |
| ---- |
| 0    |